# Monaster Wprowadzenia Matki Bożej do Świątyni w Kijowie
Monaster Wprowadzenia Matki Bożej do Świątyni – prawosławny monaster w eparchii kijowskiej Ukraińskiego Kościoła Prawosławnego Patriarchatu Moskiewskiego, w Kijowie przy ulicy Moskowskiej.

## Historia

### Wspólnota żeńska Wprowadzenia Matki Bożej do Świątyni
Fundatorką monasteru była Matrona Jegorowa, która poleciła utworzyć w swoim domu i posiadłości w Kijowie żeńską wspólnotę, żyjącą według reguły mniszej i opiekującą się 33 ubogimi wdowami. Zamiar utworzenia wspólnoty pobłogosławił metropolita petersburski Izydor, zaś w marcu 1878 na jej powstanie zgodził się car Aleksander II. Fundatorka, która w tajemnicy złożyła wieczyste śluby mnisze, nie dożyła otwarcia wspólnoty, gdyż zmarła w 1878, w trakcie przygotowań do otwarcia wspólnoty. Była to jedna z wielu powstałych w XIX w. w Rosji żeńskich wspólnot żyjących w oparciu o regułę mniszą, ale prowadzących czynną działalność dobroczynną i niewymagającą od swoich członkiń postrzyżyn mniszych.
Pierwszą przełożoną wspólnoty została ihumenia Eufalia (Lebiediewa), postrzyżona na mniszkę bezpośrednio przed powierzeniem jej tej funkcji, dotąd riasoforna siostra w monasterze Dziesięcinnym w Nowogrodzie. Do wspólnoty należało 20 kobiet. W okresie sprawowania funkcji przełożonej przez Eufalię ukończono domową cerkiew Wprowadzenia Matki Bożej do Świątyni w domu zamieszkiwanym przez siostry; w 1878 wyświęcił ją metropolita kijowski Filoteusz. Ikonostas dla cerkwi powstał w pracowni Pieszechonowa w Petersburgu. Kapelanami sióstr byli mnisi z ławry Peczerskiej. Drugą cerkiew we wspólnocie, św. Dymitra, oddano do użytku liturgicznego w 1879. Również ten obiekt poświęcił metropolita Filoteusz. W świątyni pochowano fundatorkę wspólnoty. W 1882 zbudowana została cerkiewna dzwonnica, a obiekty mieszkalne zostały rozbudowane. Na przełomie XIX i XX w. we wspólnocie przebywało 118 kobiet. W 1900 kierująca nią mniszka Kleopatra (Ponomariowa) złożyła wniosek do Świątobliwego Synodu Rządzącego o nadanie wspólnocie statusu monasteru.

### Monaster żeński
Święty Synod wyraził zgodę na przekształcenie wspólnoty w żeński monaster cenobityczny w 1901. W tym samym roku przy klasztorze otwarto szkołę jednoklasową dla dziewczynek z internatem, przeznaczoną dla 45 uczennic. Szkoła ta była prowadzona przez Cerkiew do 1917, gdy przejęły ją instytucje państwowe. Monaster funkcjonował do 1935, kiedy władze stalinowskie zdecydowały o jego likwidacji.
Monaster został ponownie otwarty, gdy Kijów znajdował się pod niemiecką okupacją. W 1941 we wspólnocie na nowo zebrały się 34 kobiety pod kierunkiem ihumeni Eleuterii. Klasztor działał także po wyzwoleniu miasta i pozostał czynny do 1960. W jego zabudowaniach umieszczono szpital rejonowy i magazyny, a szczątki założycielki wspólnoty ekshumowano i ponownie pochowano na Cmentarzu Zwierzynieckim.

### Monaster męski
W 1992 budynki klasztoru zostały zwrócone Cerkwi, jednak rozmieszczono w nich już nie żeńską, a męską wspólnotę mniszą. Jej przełożonym został mnich Damian (Dawydow). Gdy w 1996 wspólnota ponownie otrzymała status monasteru, mnicha podniesiono do godności archimandryty. Natychmiast po odzyskaniu budynków monasterskich przez pierwotnych właścicieli podjęto ich remont. Jako pierwszą przywrócono do użytku liturgicznego cerkiew św. Dymitra. W 1996 w monasterze żyło 8 mnichów i posłuszników.
Monaster jest celem pielgrzymek do grobowca jego założycielki, której szczątki ponownie przeniesiono na teren klasztornej cerkwi. Przechowywana jest w nim również uważana od 1995 za cudotwórczą ikona Matki Bożej „Wejrzyj na pokorę”, napisana w XIX w..